# Matthias Huff
Matthias Huff (* 13. April 1962 in Köln) ist ein deutscher Journalist und Autor.

## Leben
Matthias Huff studierte Germanistik an der Freien Universität Berlin und promovierte 1993 über den österreichischen Expressionisten Albert Ehrenstein. 
Seit 1989 war er als Reporter für das ZDF-Landesstudio Berlin tätig und berichtete unter anderem über den Mauerfall und den deutschen Wiedervereinigungsprozess. Als freier Redakteur war er an der Entwicklung der Kinderfernsehprogramme logo! und PUR+ beteiligt. Seit dem Jahr 2000 arbeitet Matthias Huff unter anderem als Redaktionsleiter Nonfiktion für den Kinderkanal von ARD und ZDF. Er war verantwortlich für die Entwicklung verschiedener Formate, unter anderem Baumhaus, TanzAlarm, KiKA LIVE und Triff.
Als Kulturjournalist veröffentlicht er über den Bukowina-Autor Moses Rosenkranz. Bei ihm liegen die Urheberrechte von Rosenkranz. 2023 veröffentlicht er im adeo Verlag ein Sachbuch über Johnny Cash.
Matthias Huff lebt in Erfurt, ist verheiratet und hat zwei Kinder.

## Veröffentlichungen
- Matthias Huff: Selbstkasteiung als Selbstvergewisserung. Zum literarischen Ich im Werk Albert Ehrensteins. J.B. Metzler, Stuttgart 1994 (Promotionsarbeit in Germanistik an der FU Berlin). ISBN 978-3-476-04212-5.
- Moses Rosenkranz: Kindheit. Fragment einer Autobiographie. Herausgegeben von George Guțu und Doris Rosenkranz mit einem Essay von Matthias Huff. Rimbaud, Aachen 2007. ISBN 978-3890867588.
- Moses Rosenkranz: Jugend. Fragment einer Autobiographie. Herausgegeben von Doris Rosenkranz mit einem Essay von Matthias Huff. Rimbaud, Aachen 2014. ISBN 978-3-89086-692-5.
- Matthias Huff: Moses Rosenkranz – Leben in Versen. 2021. (Film, 28 min)[1]
- Matthias Huff: Johnny Cash: Meine Arme sind zu kurz, um mit Gott zu boxen. Der "Man in Black" und seine Glaubensreise. Adeo, Asslar 2023. ISBN 978-3863343743.
- Vom Kern des Glaubens erzählen, in: Christliches Medienmagazin PRO 1/2025, S. 32f.

## Auszeichnungen
- 2011: Preisträger Grimme/Sonderpreis Kultur des Landes NRW für Idee und Leitung „Schnitzeljagd im Heiligen Land“[2] (KiKA)[3]
- 2012: Goldene Platte für die CD „KiKA Tanzalarm“[4]
- 2019: Preisträger „Goldener Kompass“ für „Schnitzeljagd mit Christus um die Welt“[5][6] (KiKA)[7][8]